# العلاقات الإريترية الباربادوسية
العلاقات الإريترية الباربادوسية هي العلاقات الثنائية التي تجمع بين إريتريا وباربادوس.

## مقارنة بين البلدين
هذه مقارنة عامة ومرجعية للدولتين:
| وجه المقارنة                                              | إريتريا                                      | باربادوس       |
| --------------------------------------------------------- | -------------------------------------------- | -------------- |
| المساحة (كم2)                                             | 117.60 ألف                                   | 439            |
| عدد السكان (نسمة)                                         | 6.33 مليون                                   | 285.72 ألف     |
| الكثافة السكانية (ن./كم²)                                 | 53.83                                        | 65.08 ألف      |
| العاصمة                                                   | أسمرة                                        | بريدج تاون     |
| اللغة الرسمية                                             | اللغة التغرينية، اللغة العربية، لغة إنجليزية | لغة إنجليزية   |
| العملة                                                    | ناكفا                                        | دولار بربادوسي |
| الناتج المحلي الإجمالي (بليون دولار)                      | 2.61 مليار                                   | 4.80 مليار     |
| الناتج المحلي الإجمالي (تعادل القوة الشرائية) بليون دولار |                                              | 4.66 مليار     |
| الناتج المحلي الإجمالي الاسمي للفرد دولار أمريكي          |                                              | 15.43 ألف      |
| الناتج المحلي الإجمالي للفرد دولار أمريكي                 |                                              | 16.06 ألف      |
| مؤشر التنمية البشرية                                      | 0.391                                        | 0.795          |
| رمز المكالمات الدولي                                      | +291                                         | +1246          |
| رمز الإنترنت                                              | .er                                          | .bb            |
| المنطقة الزمنية                                           | ت ع م+03:00                                  | 00             |

## منظمات دولية مشتركة
يشترك البلدان في عضوية مجموعة من المنظمات الدولية، منها:
| علم المنظمة | اسم المنظمة                                 | تاريخ انضمام إريتريا | تاريخ انضمام باربادوس |
| ----------- | ------------------------------------------- | -------------------- | --------------------- |
|             | مؤسسة التمويل الدولية                       | 11 أكتوبر 1995       | 25 يونيو 1980         |
|             | منظمة حظر الأسلحة الكيميائية                | ?                    | ?                     |
|             | يونسكو                                      | 2 سبتمبر 1993        | 24 أكتوبر 1968        |
|             | الاتحاد الدولي للاتصالات                    | 6 أغسطس 1993         | 16 أغسطس 1967         |
|             | الأمم المتحدة                               | 28 مايو 1993         | 9 ديسمبر 1966         |
|             | منظمة الشرطة الجنائية الدولية               | ?                    | ?                     |
|             | البنك الدولي للإنشاء والتعمير               | 6 يوليو 1994         | 12 سبتمبر 1974        |
|             | الاتحاد البريدي العالمي                     | ?                    | ?                     |
|             | مؤسسة التنمية الدولية                       | 6 يوليو 1994         | 29 سبتمبر 1999        |
|             | وكالة ضمان الاستثمار متعدد الأطراف          | 10 سبتمبر 1996       | 12 أبريل 1988         |
|             | مجموعة دول أفريقيا والكاريبي والمحيط الهادئ | ?                    | ?                     |

## وصلات خارجية
- موقع وزارة الخارجية الباربادوسية